# Black Sheep (Nat & Alex Wolff)
Black Sheep è il primo album del gruppo Nat & Alex Wolff, già membri della The Naked Brothers Band.
Le canzoni sono tutte scritte e cantate da Nat Wolff, ad eccezione di Thump Thump Thump, Disappointed, Lullaby, Colorful Raindrops, Losing You To The Crowd e Sitting in my Sorrow, scritte e cantate da Alex Wolff.

## Tracce
1. Illuminated – 3:52
2. Thump Thump Thump – 4:32
3. Maybe – 3:31
4. Disappointed – 3:16
5. When I'm 18 I'll Be Free – 3:31
6. Greatest Prize – 4:13
7. Lullaby – 4:38
8. Colorful Raindrops – 4:38
9. Monday Afternoon – 3:51
10. Losing You To The Crowd – 4:29
11. I Won't Love You Any Less – 3:09

La versione iTunes Deluxe contiene anche le seguenti tracce:
1. Sitting in my Sorrow – 3:53
2. The Party – 2:50
3. Help Me Understand – 4:29
4. Hey Bartholomew – 1:56
5. Thump Thump Thump (feat. (video)) – 4:29